# Antonio Lionetti
Antonio Lionetti (Trinitapoli, 31 gennaio 1926 – 2004) è stato un allenatore di calcio e calciatore italiano, di ruolo difensore.

## Carriera

### Giocatore
Nella stagione 1948-1949 ha segnato un gol in 34 presenze con la maglia del Trapani nel campionato di Serie C. Dal 1949 al 1952 ha invece militato in terza serie con la maglia del Marsala.
Nella stagione 1952-1953 ha giocato in IV Serie con il Catanzaro, contribuendo alla promozione in terza serie dei giallorossi ed alla vittoria dello scudetto di IV Serie; è rimasto in squadra anche nella stagione 1953-1954, nella quale ha giocato 33 partite senza mai segnare, nella stagione 1954-1955, in cui ha disputato 34 partite, nella stagione 1955-1956 (18 presenze senza gol), nella stagione 1956-1957 (32 presenze). Nella stagione 1957-1958 ha giocato altre 31 partite in terza serie, segnando il suo primo gol in Serie C con la maglia del Catanzaro. Ha lasciato i calabresi al termine della stagione 1958-1959, nella quale ha giocato una partita contribuendo alla vittoria del campionato ed alla conseguente promozione in Serie B.
A fine stagione lascia dopo sette anni il Catanzaro e va a giocare nella Gladiator, società campana di Serie D; con i nerazzurri nella stagione 1959-1960 disputa 17 partite in questa categoria, nella quale milita anche nella stagione 1961-1962 con la Paolana, dove gioca 34 partite e ricopre anche il ruolo di allenatore della squadra. Nella stagione 1962-1963 e nella stagione 1963-1964 ricopre il medesimo ruolo nella Sangiovannese, con cui gioca in totale altre 10 partite (6 nella prima stagione e 4 nella seconda) in Serie D.

### Allenatore
Dopo aver guidato per due campionati consecutivi la Vigor Lamezia, ha allenato per una stagione il Benevento in Serie D; il 18 dicembre 1971 subentra a Catalano sulla panchina del Cerignola, con cui è arrivato tredicesimo in classifica nel girone H del campionato di Serie D, ottenendo la salvezza.
Nella stagione 1975-1976 ha allenato il Putignano, formazione con cui vincendo il campionato di Promozione (massimo livello regionale di quegli anni) conquista una promozione in Serie D Ha allenato il Putignano anche nella stagione 1979-1980, nuovamente nel campionato di Promozione. L'anno seguente, nella stagione 1980-1981, ha allenato l'Avigliano in Serie D, venendo esonerato il 24 marzo 1981 e venendo sostituito in panchina da Biagio Savarese.
Nelle ultime tredici partite della stagione 1985-1986 ha allenato il Catanzaro, impegnato nel campionato di Serie B.

## Palmarès

### Giocatore
- Scudetto Dilettanti: 1

Catanzaro: 1952-1953
- Serie C: 1

Catanzaro: 1958-1959

### Allenatore

#### Competizioni regionali
- Prima Categoria: 1

Vigor Lamezia: 1965-1966
- Promozione: 1

Putignano: 1975-1976